# Hr.Ms. Vos (1954)
Hr.Ms. Vos (F 820) was een klein fregat of kustescortvaartuig van de Nederlandse Marine.
De Vos behoorde, samen met vijf andere vaartuigen (Hr.Ms. Fret, Hr.Ms. Wolf, Hr.Ms. Panter, Hr.Ms. Jaguar en Hr.Ms. Hermelijn) tot de Roofdierklasse.
Het vaartuig werd in 1952 gebouwd in Boston (USA) als Patrol Craft Escort (PCE) 1606 en in 1954 in bruikleen gesteld in het kader van het MDAP.
De Vos werd in 1977 officieel voor het laatst gebruikt voor dienstplichtigen en heeft daarna nog een aantal jaren in de oude marinehaven van Den Helder gelegen om in 1988 ontmanteld te worden.

## Trivia
Er was nog een zevende fregat, Hr.Ms. Lynx, met de naam van een roofdier. Deze was echter van een ander type.